# クライヴ・グレンジャー
クライヴ・ウィリアム・ジョン・グレンジャー（Clive William John Granger、1934年9月4日 - 2009年5月27日）は、イギリスのウェールズ出身の経済学者、統計学者。カリフォルニア大学サンディエゴ校名誉教授。カンタベリー大学招聘教授、メルボルン大学招聘教授を歴任。2003年ノーベル経済学賞受賞。

## 来歴
- 1934年9月4日　スウォンジー（イギリスのウェールズ）に生まれる。
- 1935年　両親とリンカンへ移る。
- 第2次世界大戦の間に母親とケンブリッジへ移り、地元の初等学校（小学校、中学校）、中等学校へ通う。
- 戦争後、ノッティンガムの中等学校（セカンダリー・スクール）へ移る。
- 1955年　ノッティンガム大学を数学で卒業する（B.A.）。
- 1956年　21歳でノッティンガム大学のジュニア講師となる。
- 1959年　ノッティンガム大学から博士課程でPh.D.（統計学専攻）を取得する（博士論文 'Testing for Non-stationarity'）。
- 1959年～1960年　ハークネス・フェローシップ奨学生として渡米しプリンストン大学に留学する（プリンストン大では計量経済学の研究を行う。ジョン・テューキーの助手として、畠中道雄とともにフーリエ解析を使うプロジェクトで働く）。
- 1960年　結婚し、新婚旅行でアメリカ全域を見て回る。
- 1964年　畠中道雄と共著でSpectral Analysis of Enonomic Time Seriesを出版する。
- ノッティンガム大学の正教授となる（ノッティンガム大学で22年間過ごす）。
- 1974年　カリフォルニア大学サンディエゴ校教授となる。
- カンタベリー大学招聘教授、メルボルン大学招聘教授を歴任する。
- 2003年　名誉教授として引退。
- 2003年　『コインテグレーションによる経済の時系列分析手法の確立』で、カリフォルニア大学サンディエゴ校の元同僚ロバート・エングルとノーベル経済学賞を共同受賞する。
- 2009年5月27日　カリフォルニア州ラ・ホイヤのスクリップス記念病院で死去。

## 業績

### 見せかけの回帰
- 互いにランダム・ウォークする系列どうしで相関係数も求めた場合、相関係数が一様に分布せず、高い値になりやすいことをシミュレーションによって示し、同様、回帰分析を行った場合、一般的に回帰係数が有意になりやすく、また決定係数も大きくなりやすいことを発見した。これはすなわち時系列データどうしを比較し、互いに動的関係があるか否かを判断するために、従来行われていた相関係数の検定や回帰分析という手法が誤りであるという重要な指摘であった。

### グレンジャー因果
- YをXで説明することを試みる。このXが変化した際にYもまた変化していればグレンジャー因果を持つと呼ぶ。なおグレンジャー因果は通常の意味での因果性を意味しない。たとえば落雷時には雷光の後に雷鳴が響くが、雷光が雷鳴を生じさせているわけではない（落雷を原因として、雷光・雷鳴という結果が生じている）。あくまで予測のために利用する概念である。

## 栄誉と賞
- 1972年　計量経済学会のフェローとなる。
- 2002年　英国学士院の通信会員 (Corresponding Fellow) となる。
- 2003年　トムソン・ロイター引用栄誉賞及びノーベル経済学賞を受賞する（ロバート・エングルとともに）。
- 2005年　ナイト（knight Bachelor）を授与される。

## 主な著作

### 日本語訳著書
- 『商品価格予測――アメリカ商品市場の研究』（北隆館, 1976年）－W・C・レビィスと共著
- 『経営・経済予測入門』（有斐閣, 1994年）

### 主要な原著論文
- Granger, C. W. J. (1966). "The typical spectral shape of an economic variable". Econometrica 34 (1): 150–161.
- Granger, C. W. J. (1969). "Investigating causal relations by econometric models and cross-spectral methods". Econometrica 37 (3): 424–438.
- Granger, C. W. J. and Bates, J. (1969). "The combination of forecasts". Operations Research Quarterly 20 (4): 451–468.
- Granger, C. W. J. and Hatanaka, M. (1964). Spectral Analysis of Economic Time Series. Princeton University Press, Princeton, NJ.
- Morgenstern, Oskar; Granger, Clive W. J. (1970). Predictability of stock market prices. Lexington, Massachusetts: Lexington Books (D. C. Heath and Company). pp. xxiii+303.
- Granger, C. W. J. and Joyeux, R. (1980). "An introduction to long-memory time series models and fractional differencing". Journal of Time Series Analysis 1: 15–30.
- Granger, C. W. J. and Newbold, P. (1974). "Spurious regressions in econometrics". Journal of Econometrics 2 (2): 111–120.
- Granger, C. W. J. and Newbold, P. (1977). Forecasting Economic Time Series. Academic Press. (Second edition: 1986)
- Engle, R. F. and Granger, C. W. J. (1987). "Co-integration and error-correction: Representation, estimation and testing". Econometrica 55 (2): 251–276.